# 呂𡌳
吕𡌳（1237年—1315年），字伯充，河内（今河南沁阳）人，元朝政治人物。
元初吕𡌳居住在关中，从许衡学，为伴读。至元十三年（1276年），官任陕西道按察司知事。至元十四年（1277年），为四川行枢密院都事，以以平定四川有功，进四川行省左右司郎中。至元三十年（1293年），任华州知州，劝农兴学，具有成效。大德年间，河东、关陇地震，月余不止。他和集贤学士萧㪺探究其理，陈说救灾之道。元仁宗即位，拜翰林侍读学士。致仕。延祐元年十二月去世，终年七十八岁。贈陝西行省參知政事，追封東平郡公，諡文穆。儿子三人：吕杲、吕果、吕楨，皆顯仕。孫子吕魯，濟寧路总管。